# Armand Assante
Armand Anthony Assante (Nueva York, 4 de octubre de 1949) es un actor estadounidense.

## Primeros años
Se crio en el pueblo de Cornwall, hijo de Katherine, profesora de música y poetisa, y Armand Anthony Assante, Sr., pintor y artista. Es de ascendencia italiana por parte de su padre e irlandesa por parte de su madre, y se crio en una familia católica devota.
Entró a estudiar en la American Academy of Dramatic Arts de Nueva York. 

## Carrera
Ya en 1973 consiguió dar sus primeros pasos como intérprete en el teatro y la televisión, donde se lo vio en algunos capítulos de la famosa serie Kojak, para posteriormente conseguir un papel más decisivo en la serie How to Survive a Marriage de 1974.
Inició su carrera en el cine a finales de los años 1970 junto a Sylvester Stallone, que protagonizaba y también dirigía Paradise Alley (1978), posteriormente apareció en títulos como Profecía maldita (1979) de John Frankenheimer, una comedia con Goldie Hawn Private Benjamin (1980), Faldas revoltosas (1980), film que fue protagonizado por Tatum O'Neal, o Yo, el jurado (1982), película en que se pone en la piel del detective Mike Hammer. Ya en los años 1980, su carrera en la pantalla grande tuvo altibajos, protagonizando pocos títulos, por lo que apareció en series y telefilmes, una constante en toda su carrera como actor.
En los años 1990 apareció en películas como Ella siempre dice sí (1991), junto a Alec Baldwin y Kim Basinger, Los reyes del mambo (1992) con Antonio Banderas, 1492: la conquista del paraíso (1992), película dirigida por Ridley Scott, o Hoffa (1992), filme dirigido por Danny DeVito y protagonizado por Jack Nicholson. También protagonizó la miniserie Napoleón y Josefina: Una historia de amor estrenada en 1987.
Fue un comienzo esperanzador para que su carrera se relanzara, pero finalmente los años siguientes le depararon títulos de poca importancia, a excepción de algunas películas como Juez Dredd (1995) con Sylvester Stallone o Striptease (1996) con Demi Moore. El año 1997 fue consagratorio para Assante. Primero protagonizó la miniserie La Odisea, dramatización de la obra de Homero (la Odisea), su interpretación más famosa y una de las producciones más televisadas por los canales de todo el mundo, donde da vida al mítico Ulises u Odiseo. Segundo, en la televisión triunfó con la película Gotti estrenada en Estados Unidos a fines de 1996, con la que consiguió un Emmy en 1997 logrando consolidarse así como un actor de prestigio indiscutible.

## Filmografía
- Paradise Alley (1978) de Sylvester Stallone
- Profecía maldita (1979) de John Frankenheimer
- Private Benjamin (1980) de Howard Zieff
- Faldas revoltosas (1980) de Ronald F. Maxwell
- Amor y dinero (1982) de James Toback
- Yo, el jurado (1982) de Richard T. Heffron
- “Rage of Ángels” as Michael Moretti
- Unfaithfully Yours (1984) de Howard Zieff
- Belizaire the Cajun (1986) de Glen Pitre
- Hands of a Stranger (1987) de Larry Elikann
- The Penitent (1988) de Cliff Osmond
- Eternidad (1989) de Steven Paul
- Animal Behavior (1989) de Kjehl Rasmussen y H. Anne Riley
- Distrito 34: Corrupción total (1990) de Sidney Lumet
- The Marrying Man (1991) de Jerry Rees
- Los reyes del mambo (1992) de Arne Glimcher
- 1492: la conquista del paraíso (1992) de Ridley Scott
- Hoffa (1992) de Danny DeVito
- Fatal Instinct (1993) de Carl Reiner
- Justicia a ciegas (1994) de Richard Spence
- Traición al jurado (1994) de Heywould Gould.
- Judge Dredd (1995) de Danny Canon
- Gotti (1996) de Robert Harmon
- Striptease (1996) de Andrew Bergman
- La Odisea (1997) de Andrei Konchalovsky
- La cocina del infierno (1998) de Tony Cinciripini
- Looking for an Echo (1999) de Martin Davidson
- The Hunley (1999) de John Gray
- On the beach (2000) de Russel Mulcahy
- The Road to El Dorado (2000) (voz) de Bibo Bergeron y Don Paul.
- Last Run (2001) de Anthony Hickox
- One Eyed King (2001) de Robert Moresco
- Federal Protection (2002) de Anthony Hickox
- After the Storm (2002) de Guy Ferland
- Partners in Action (2002) de Sidney J. Furie
- Hunt for the Devil (2003) de B.J. Davis
- The Third Wish (2005) de Shelley Jensen
- Two for the Money (2005) de D.J. Caruso
- California Dreamin' (nesfârșit) (2007) de Cristian Nemescu
- Confessions of a Pit Fighter (2007)
- American Gangster (2007)
- El día que Nietzsche lloró (2008)
- The Lost (2009) de Bryan Goeres.
- Dead Man Down (2013)